# لوريتا لين
لوريتا لين (بالإنجليزية: Loretta Lynn) هي عازفة قيثارة وكاتبة سيناريو ومغنية مؤلفة ومغنية وموسيقية أمريكية، ولدت في 14 أبريل 1932 في بوتشر هولو ‏ في الولايات المتحدة.

## وصلات خارجية
- الموقع الرسمي
- لوريتا لين على موقع IMDb (الإنجليزية)
- لوريتا لين على موقع الموسوعة البريطانية (الإنجليزية)
- لوريتا لين على موقع روتن توميتوز (الإنجليزية)
- لوريتا لين على موقع ميوزك برينز (الإنجليزية)
- لوريتا لين على موقع رولينغ ستون (الإنجليزية)
- لوريتا لين على موقع أول موفي (الإنجليزية)
- لوريتا لين على موقع إن إن دي بي (الإنجليزية)
- لوريتا لين على موقع أول ميوزيك (الإنجليزية)
- لوريتا لين على موقع ديسكوغز (الإنجليزية)
- لوريتا لين على موقع قاعدة بيانات الفيلم (الإنجليزية)